# Trimetil-tallium
A trimetil-tallium a tallium egyik fémorganikus vegyülete.

## Előállítása
Elő lehet állítani dimetil-tallium-klorid és metil-lítium reakciójával:
{\displaystyle \mathrm {(CH_{3})_{2}TlCl+LiCH_{3}\longrightarrow Tl(CH_{3})_{3}+LiCl} }
De elő lehet állítani metil-jodid és tallium-jodid reakciójával is:
{\displaystyle \mathrm {2\ LiCH_{3}+CH_{3}I+TlI\longrightarrow Tl(CH_{3})_{3}+2\ LiI} }

## Tulajdonságai
Színtelen, öngyulladó, illékony, nagyon mérgező, fényérzékeny szilárd anyag. Könnyen oxidálódik és hidrolizál, zöld  lánggal ég. Oldatban és gázfázisban monomerként van jelen. 90 °C felett robbanásszerűen bomlik.

## Fordítás
Ez a szócikk részben vagy egészben  a   Trimethylthallium című német Wikipédia-szócikk ezen változatának fordításán alapul.  Az eredeti cikk szerkesztőit annak laptörténete sorolja fel. Ez a jelzés csupán a megfogalmazás eredetét és a szerzői jogokat jelzi, nem szolgál a cikkben szereplő információk forrásmegjelöléseként.